# フジテレビ・スポーツテーマ
「フジテレビ・スポーツテーマ」は、新田一郎が作曲した、フジテレビ及びFNS系列の各種スポーツ番組（中継・ニュース・ドキュメンタリー）におけるテーマ曲として使用された楽曲。

## 概要
1985年11月から、それまでフジテレビのスポーツ番組で使用されてきたE.E.マッコイ作曲の『ライツ・アウト』に代わって、同局の人気番組『プロ野球ニュース』（1987年3月まではテンポが遅め、1987年4月からはアップテンポ）で使われるようになり、以来フジテレビや系列局のスポーツ中継、競馬中継（チャレンジ・ザ・競馬⇒スーパー競馬）、『オレたちひょうきん族』や『ダウンタウンのごっつええ感じ』などのバラエティ番組のスポーツを扱ったコーナーのBGMや、「スーパー競馬」を題材にしたスーパーファミコン用ソフト「スーパー競馬2」のタイトルBGMなどにも使われるようになる。
アップテンポが特徴で、スポーツやバラエティなどあらゆるジャンルで使用されていたため、新田の作品の中で一般の認知度が高い作品となっている。 
バリエーションとして、『プロ野球ニュース』初期や1990年までのプロ野球中継（ナイター中継’○○など）、『チャレンジ・ザ・競馬』、『フジサンケイクラシック』などで使われた汎用バージョン（テンポが遅めで、イントロがブラス風）、1991年から使用されたラップ入りのプロ野球バージョン、大相撲バージョン（日本大相撲トーナメント専用。鼓や三味線、尺八などが使われている）、フルオーケストラバージョン（東京国際マラソン（西暦奇数年）などで使用、テンポは遅め）が存在する。これらは後述するCDでは一切ソフト化されていない。
近年は各番組毎に独自のテーマミュージックを使用することが多くなったり（例としてF1中継では「TRUTH」、野球中継では春畑道哉の「JAGUAR」、ゴルフ中継では鳥山雄司の「Let me go」など）、バラエティ番組では他の楽曲を使用する機会が増えたため、同曲の使用頻度は大きく減少しているが、NST新潟総合テレビにおけるチャリティゴルフのCMでのBGMに現在も使われており、北海道文化放送における北海道マラソン2013のCMでのBGMに使用された。

## ライツ・アウト
1959年から1985年10月まで使用されたスポーツテーマ。作曲者はE.E.マッコイ。
- この音楽は当時のフジテレビのスポーツテーマでスポーツ中継の他、バラエティ番組や当局製作のドラマにも使われた。
- 基本的に使用された演奏音源は、フレデリック・フェネル指揮・イーストマン・ウインド・アンサンブル演奏による物で、「ASIN B008RNLQ28, Marching Along」 に収録されている。
- 地方の系列局のスポーツ中継（春の高校バレー・少年野球など）では演奏者が違う音源が使われることもあり、テンポも異なることがあった。
- 日本テレビ系とフジテレビ系のクロスネットだった頃の広島テレビでは、送り出す系列に応じて「スポーツ行進曲」と使い分けていた。その後系列局となったテレビ新広島では開局当初から使用していた。
- ダイヤモンドグローブの選手入場曲としても流れた。2011年12月からフジテレビONE「ダイヤモンドグローブ黄金伝説 〜タイトルマッチ列伝19XX〜」のテーマ曲として26年ぶりに復活した。

## オープニングテーマとしてタイアップされていたフジテレビの番組
※ライツ・アウトは1985年10月まで■、1985年10月頃以降はフジテレビ・スポーツテーマ☆（テンポが遅め）★（テンポが速め）
- プロ野球ニュース■☆★
- 野球中継（1985年までは○曜ナイター■、1986年〜1990年までは☆、1991年～1997年までは★、1986年からナイター中継’○○（西暦）として放送）
- ダイヤモンドグローブ（選手入場時の音楽にも使用された）■
  - プロボクシング世界タイトルマッチ中継（ファイティング原田、柴田国明、輪島功一など）
- サントリー スポーツ天国■
- 中央競馬ダイジェスト（1990年まで）■☆
- 競馬中継■
- チャレンジ・ザ・競馬[2](関東ローカル・「ライツ･アウト」は1985年12月まで使用)■☆
- フジサンケイクラシック■☆
- 日本大相撲トーナメント★
- バレーボール中継（バレーボールワールドカップなど）■★
- 春の高校バレー■☆★（1989年まで？）
- 全日本女子プロレス中継（1970年代まで）■
- 東京国際マラソン■☆
- 三菱ギャラントーナメント（関西テレビ制作）■★
- 大阪国際女子マラソン（関西テレビ制作）■☆
- 名古屋国際女子マラソン（東海テレビ制作）■★

など

## 収録CD
- フジテレビ開局55周年記念 LEGENDARY SPORTS ANTHEM（2014年12月3日リリース、ポニーキャニオン：PCCA-04129）